# RésistanceS
RésistanceS is een Franstalige antifascistische groep uit Brussel, België.
RésistanceS werd opgericht in 1997 uit onvrede met het succes van rechts extremisme in de samenleving en de overname van neofascistische ideeën door de traditionele politieke partijen in België, Europa en de rest van de wereld. RésistanceS heeft als doel de strijd aan te  binden met fascisme, racisme, xenofobie, extreem nationalisme en tegen de versmachtende "pensée unique". 
Het nulnummer van het tijdschrift RésistanceS rolde in mei 1997 van de persen. De magazineformule werd in 2000 verlaten en vervangen door een website resistances.be.
In 2005 won 'Résistances' de prijs 'Condorcet-Aron' voor de democratie.